# Heatstroke – Insel der Aliens
Heatstroke – Insel der Aliens ist ein US-amerikanischer Science-Fiction-Action-Horrorfilm aus dem Jahr 2008. Regisseur Andrew Prowse drehte unter anderem mehrere Episoden der Fernsehserien Heartbreak High und Farscape – Verschollen im All. Hauptdarstellerin Danica McKellar wurde für ihre Rolle als Winnie Cooper in der Serie Wunderbare Jahre international bekannt.

## Handlung
Auf einer Insel in Hawaii sucht eine geheime Spezialeinheit der U.S. Army unter Captain Steve O’Bannon nach außerirdischen Lebensformen. Weltweit haben Menschen Albträume, in denen rote Augen auftauchen, auch O’Bannon ist davon betroffen. Das gleiche Phänomen war bereits 30 Jahre zuvor aufgetreten, dabei wurden auch unbekannte Signale empfangen, die das Militär zur Gründung der Spezialeinheit veranlasste. Außer O’Bannons Einheit befindet sich neben einigen Einheimischen das ehemalige Model Caroline mit einem Team für ein Fotoshooting auf der Insel.
Das Team von O’Bannon stößt schließlich auf Spuren der Außerirdischen. Diese Wesen, die an Velociraptoren erinnern, befinden sich bereits seit 30 Jahren auf der Insel und wollen die Erde als Lebensraum für ihre Rasse erobern. Sowohl das Foto-Team von Caroline als auch fast alle Mitglieder der Spezialeinheit werden Opfer der Außerirdischen. Waters, ein Mitarbeiter O’Bannons, entdeckt die Basis der Aliens, wird aber von ihnen „infiziert“ und greift O’Bannon an. Dieser besiegt ihn und erfährt, dass die Außerirdischen auf der Insel eine Anlage installiert haben, um durch eine Erwärmung der Erdatmosphäre die Ozonschicht zu zerstören und die Menschheit zu vernichten. Die Army schickt ein Team auf die Insel, um die Aliens zu bekämpfen, diese scheitern jedoch und werden getötet. O’Bannon und Caroline gelingt es schließlich, die Basis der Außerirdischen zu markieren, so dass sie durch die Armee zerstört wird und die Menschheit gerettet ist.

## Rezeption
„Fadenscheiniger Science-Fiction-Film, der die lächerliche Handlung mit erbärmlichen Effekten anreichert.“

Auf der Filmkritik-Plattform Rotten Tomatoes vergaben nur 7 Prozent (Stand März 2015) der Benutzer eine positive Wertung für Heatstroke – Insel der Aliens.

## Sonstiges
Der Film wurde mit einem Budget von etwa 2,5 Millionen US-Dollar produziert. Die Dreharbeiten fanden unter anderem auf der Hawaii-Insel Oʻahu statt.